# Осада Галича (1233)
Осада Галича (1233) — окончательный захват Галича Даниилом Романовичем у венгров в ходе войны за возвращение им отцовского наследства.

## История
В 1232 году венгры вытеснили Даниила из Галича, проведя поход на Ярославль и Владимир-Волынский. В 1233 году Даниил перехватил стратегическую инициативу, одержав победу под Шумском.
Часть галицких бояр перешли на сторону Даниила, в частности Глеб Зеремеевич. Галич был осаждён Даниилом, Васильком, Александром Белзским и половцами. Судислав попытался разрушить союз, пообещав Александру в случае успеха галицкое княжение, под влиянием чего Александр снова отступил от союза с двоюродными братьями, но это не помешало им добиться успеха. Александр был пойман год спустя при попытке бежать в Киев и, предположительно, умер в заточении. Белзское княжество окончательно вошло в состав Галицко-Волынского.
Во время осады умер королевич Андрей. Город был сдан, Судислав бежал в Венгрию.